# Mauro Cachi
Mauro Daniel Cachi (General Güemes, 22 agosto 1998) è un calciatore argentino, attaccante del River Plate (M).

## Carriera
Cachi è cresciuto nel settore giovanile della Juv. Antoniana, con cui nel 2018 ha debuttato nel Torneo Argentino A. Nel 2020 è passato al Barracas Central e l'anno successivo al Dep. Maipú.
Nel 2022 si è trasferito in Uruguay, dove ha firmato con il Rampla Juniors in Segunda División. Al termine della stagione è passato all'Albion, sempre in seconda divisione.
Il 9 gennaio 2024 ha firmato con il Fénix, militante nella prima divisione uruguaiana.

## Statistiche

### Presenze e reti nei club
Statistiche aggiornate al 19 maggio 2024.
| Stagione        | Squadra          | Campionato      | Campionato | Campionato | Coppe nazionali | Coppe nazionali | Coppe nazionali | Coppe continentali | Coppe continentali | Coppe continentali | Altre coppe | Altre coppe | Altre coppe | Totale | Totale | Totale |
| Stagione        | Squadra          | Comp            | Pres       | Reti       | Comp            | Pres            | Reti            | Comp               | Pres               | Reti               | Comp        | Pres        | Reti        | Pres   | Reti   |        |
| --------------- | ---------------- | --------------- | ---------- | ---------- | --------------- | --------------- | --------------- | ------------------ | ------------------ | ------------------ | ----------- | ----------- | ----------- | ------ | ------ | ------ |
| 2018-2019       | Juv. Antoniana   | TA              | 5          | 0          | CA              | 1               | 1               |                    | -                  | -                  |             | -           | -           | 6      | 1      |        |
| 2020-2021       | Barracas Central | PN              | 5          | 0          | CA              | 0               | 0               |                    | -                  | -                  |             | -           | -           | 5      | 0      |        |
| 2021            | Dep. Maipú       | PN              | 22         | 1          | CA              | 0               | 0               |                    | -                  | -                  |             | -           | -           | 22     | 1      |        |
| 2022            | Rampla Juniors   | SD              | 24         | 1          | CU              | 5               | 1               |                    | -                  | -                  |             | -           | -           | 29     | 2      |        |
| 2023            | Albion           | SD              | 28         | 4          | CU              | 0               | 0               |                    | -                  | -                  |             | -           | -           | 28     | 4      |        |
| 2024            | Fénix            | PD              | 15         | 2          | CU              | 0               | 0               |                    | -                  | -                  |             | -           | -           | 15     | 2      |        |
| Totale carriera | Totale carriera  | Totale carriera | 99         | 8          |                 | 6               | 1               |                    | -                  | -                  |             | -           | -           | 105    | 9      |        |